# 897
897(팔백구십칠)은 896보다 크고 898보다 작은 자연수다.

## 수학
- 합성수로, 그 약수는 1, 3, 13, 23, 39, 69, 299, 897이다. 진약수의 합은 447이므로, 897은 부족수다.
- {\displaystyle 47^{4}-1}은 897로 나누어떨어진다.

## 과학
- NGC 897: 화로자리 방향에 있는 나선은하.

## 교통
- 897번 지방도: 전라남도 순천시 송광면 신평리에서 전북특별자치도 순창군 복흥면까지 이어지는 대한민국의 지방도.

## 군사
- 897 해군 항공대(영어판): 과거 존재한 영국의 해군 항공대.

## 문화유산
- 대한민국의 보물 제897호: 조흡 고신왕지

## 기타
- 연도: 897년, 기원전 897년